# Tachytrechus shannoni
Tachytrechus shannoni är en tvåvingeart som först beskrevs av Van Duzee 1930.  Tachytrechus shannoni ingår i släktet Tachytrechus och familjen styltflugor.
Artens utbredningsområde är Peru. Inga underarter finns listade i Catalogue of Life.